# Distributed Coordination Function
Pour les articles homonymes, voir DCF.
Distributed Coordination Function (DCF) est une technique de contrôle d'accès au medium (MAC) faisant partie des normes IEEE 802.11 (Wi-Fi) et portant sur les réseaux sans-fil (WLAN). DCF emploie la technique du CSMA/CA ainsi qu'un algorithme de Binary Exponential Backoff (BEB) pour partager le medium radio entre les stations.
Lorsqu'une station donnée souhaite transmettre sur le medium, DCF requiert une observation du canal pendant toute la durée d'un intervalle DIFS. Si le canal est occupé, la station reporte (retarde) sa transmission.
Dès lors, au sein d'un réseau sans-fil, si plusieurs stations sondent (observent) le canal, le voient occupé et reportent leur transmission, elles vont potentiellement le voir libre au même instant et ainsi tenter de transmettre simultanément. De manière à éviter ces collisions, DCF spécifie un délai aléatoire qui force une station à différer sa transmission pendant une durée supplémentaire. La valeur de ce délai est calculée de la manière suivante :
{\displaystyle {\text{Temps de repli}}={\text{Valeur al}}\mathrm {\acute {e}} {\text{atoire}}\times {\text{Dur}}\mathrm {\acute {e}} {\text{e du slot}}}

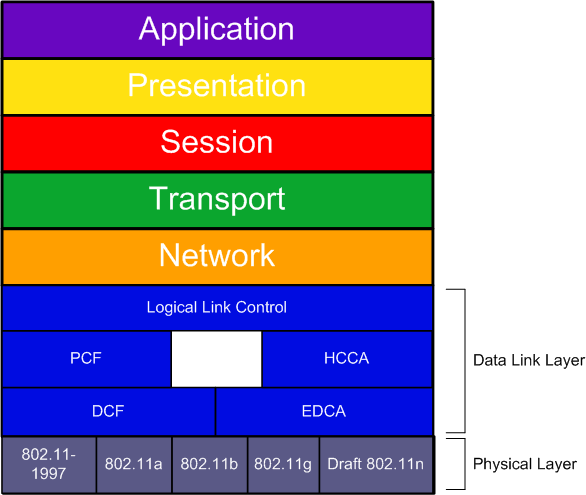
Protocoles des couches OSI

DCF inclut aussi de façon optionnelle un mécanisme de sondage du medium radio, qui repose sur l'échange de trames RTS et CTS entre la source et la destination durant l'intervalle entre deux transmissions.
DCF permet aussi, via l'utilisation d'un système d'acquittements positifs, de notifier la source d'une transmission lorsque son destinataire a reçu le message sans erreur.
DCF ne résout pas complètement le problème du terminal caché/exposé. Il permet uniquement de le rendre moins gênant via l'usage des trames RTS/CTS, et permet une plus large portée du medium. Cette technique consomme cependant une partie non négligeable du temps de communication. Par exemple, une trame d'acquittement, qui ne transporte qu'un octet d'information utile, peut prendre jusqu'à 60 µs pour être totalement transmise en utilisant DCF. À 54 Mbit/s, cela équivaut à 3240 bits d'informations utiles perdues.
La norme IEEE 802.11 définit aussi une seconde technique d'accès optionnelle. Point Coordination Function (PCF) permet au point d'accès de centraliser la gestion de l'accès au canal radio. L'amendement IEEE 802.11e améliore les deux méthodes via l'Hybrid Coordination Function (HCF).
DCF est la technique adoptée par l'IEEE 802.11, c'est donc la technique par défaut pour les matériels Wi-Fi.